# Macrima ferrugina
Macrima ferrugina es una especie de insecto coleóptero de la familia Chrysomelidae.
Fue descrita en 1990 por Jiang.